# Ernst Joseph Friedmann
Ernst Joseph Friedmann (* 2. August 1877 in Berlin; † 1956) war ein deutscher Mediziner und Chemiker.

## Leben und Tätigkeit
Nach dem Besuch des Königlichen Französischen Gymnasium in Berlin studierte Friedmann Naturwissenschaften und Medizin an den Universitäten Freiburg, Berlin, Würzburg, Leipzig und Straßburg. Die ärztliche Vorprüfung bestand er in Berlin und das Verbandsexamen im Laboratorium von Prof. Siegfried in Leipzig. Friedmann schloss seine Ausbildung mit einer Doppelpromotion ab: 1902 legte er am Physiologisch-Chemischen Institut der Kaiser-Wilhelms-Universität Straßburg eine von Hofmeister betreute Arbeit über schwefelhaltige Eiweissabkömmlinge vor (Dr. Phil). Seine zweite, medizinische Promotion, ebenfalls von Hofmeister betreut, folgte im Jahr 1905 (Dr. med.).
Es folgten zwei Jahre Tätigkeit als Assistent von Hofmeister, bevor er sich 1907 zum Privatdozenten habilitierte. Anschließend lehrte er von 1907 bis 1930 medizinische Chemie an der Charité der Berliner Universität (seit 1921 im Rang eines außerordentlichen Professors für Physiologie).
1934 wurde Friedmann aufgrund seiner jüdischen Herkunft aus dem Staatsdienst verdrängt. Er ging nach Großbritannien, wo er bis zu seinem Tod am William Dunn Institute der Universität Cambridge forschte und lehrte.
Von den nationalsozialistischen Polizeiorganen wurde Friedmann nach seiner Emigration als Staatsfeind eingestuft: Im Frühjahr 1940 setzte das Reichssicherheitshauptamt in Berlin ihn auf die Sonderfahndungsliste G.B., ein Verzeichnis von Personen, die im Falle einer erfolgreichen deutschen Invasion Großbritanniens durch die Sonderkommandos der SS-Einsatzgruppen mit besonderer Priorität ausfindig gemacht und verhaftet werden sollten.

## Schriften
- Beiträge zur Kenntnis der physiologischen Beziehungen der schwefelhaltigen Eiweissabkömmlinge, 1902. (philosophische [!] Dissertation)
- Über die Konstitution der Merkaptursäuren, Straßburg 1905. (medizinische Dissertation)
- Sterols and Related Compounds: A Series of Three Lectures Delivered at the Institute of Biochemistry, Cambridge, 1937.